# Ołeksij Tereszczenko
Ołeksij Mykołajowycz Tereszczenko (ukr. Олексій Миколайович Терещенко, ros. Алексей Николаевич Терещенко, Aleksiej Nikołajewicz Tierieszczenko; ur. 20 stycznia 1963 w Jermaku, Kazachska SRR) – ukraiński piłkarz, grający na pozycji obrońcy, a wcześniej pomocnika, trener piłkarski. W 2003 roku zmienił obywatelstwo na polskie.

## Kariera piłkarska

### Kariera klubowa
Rozpoczął karierę piłkarską w klubie Dnipro Czerkasy. W latach 1983–1985 odbywał służbę wojskową w SKA Kijów, po czym został piłkarzem Krystał Chersoń. Następnie bronił barw Krywbasa Krzywy Róg, skąd w 1991 przeszedł do Daugavy Ryga. Po krótkim występie w zespole Antracyt Kirowsk wyjechał do Polski, gdzie występował w Stali Mielec i Olimpii Poznań. Kolejnymi klubami w których grał byli FK JOKO Uherské Hradiště, Tawrija Curupińsk, Dyskobolia Grodzisk Wielkopolski, Krystał Chersoń, Sokół Rakoniewice. W 2009 zakończył karierę piłkarską w Promieniu Opalenica.

## Kariera trenerska
Jeszcze będąc piłkarzem Sokołu Rakoniewice od 2006 pełnił funkcję trenerskie. Potem kontynuował tę funkcję w zespole Płomień II Opalenica.
Obecnie mieszka w Grodzisku Wielkopolskim i pracuje jako nauczyciel wychowania fizycznego w tamtejszej szkole ponadgimnazjalnej. W kwietniu 2010 roku został szefem skautów. Od sezonu 2011/2012 trener Polonii 1912 Leszno. Lechii Gdańsk. Aktualne asystent trenera w Zawiszy Bydgoszcz

## Sukcesy i odznaczenia

### Sukcesy klubowe
- wicemistrz Wtoroj Ligi ZSRR: 1990